# Ernesto Sanabria
Ernesto Sanabria (El Salvador, 22 de octubre de 1974) también conocido como Neto Sanabria, es un funcionario público, estratega político, empresario y periodista salvadoreño, reconocido por ser el actual Secretario de Prensa de la Presidencia de la República de El Salvador. Desde el 2000, Sanabria ha desempeñado cargos como estratega político y asesor de comunicaciones en varias campañas presidenciales en El Salvador y en varios países del continente. Por medio de sus empresas brinda servicios de comunicación, publicidad estratégica y manejo de comunicación de crisis.

## Carrera

### Inicios y década de 2000
Al comienzo de su carrera, Sanabria trabajó como periodista y reportero en emisoras radiales del Grupo Samix.Inició su etapa como asesor de campañas presidenciales en el 2000, y entre 2004 y 2009 trabajó como asesor comunicacional de la Presidencia de la República de El Salvador.
En 2009 ofició como asesor de la Vicepresidencia de la Asamblea Legislativa en El Salvador, cargo que desempeñó hasta 2014. Entre enero y septiembre de ese mismo año ocupó un cargo de consultoría en la Alcaldía Municipal de San Luis Talpa.

### Décadas de 2010 y 2020
En 2012 inició una etapa de colaboración con Nayib Bukele al trabajar como consultor en la campaña que derivó en la elección de este último como alcalde del municipio de Nuevo Cuscatlán.Entre 2015 y 2018 ofició como asesor del despacho de Bukele en la Alcaldía Municipal de San Salvador.
Tras ganar la elección presidencial de El Salvador de 2019, Bukele incluyó a Sanabria en su gabinete como Secretario de Prensa de la Presidencia de la República, cargo que ocupa en la actualidad.
Desde el año 2020, se desempeña como columnista en Diario El Salvador.

## Controversia
En 2022, Sanabria fue incluido en la "Sección 353 B de actores corruptos o antidemocráticos" de Centroamérica, conocida como Lista Engel. El Departamento de Estado de Estados Unidos lo señala por presuntamente utilizar su cargo para ejercer influencia y presionar inapropiadamente a funcionarios de partidos políticos para que renunciaran bajo amenaza de ser acusados de delitos penales. Sanabria manifestó que esta inclusión se debe a "ataques políticos orquestados".
Pese a las discrepancias de ambos gobiernos en este sentido, el Secretario de Estado Antony Blinken, regidor de la Lista Engel, felicitó en febrero de 2024 a Nayib Bukele por su reelección.